# کاترینا سردیوک (اسکی‌باز)
کاترینا سردیوک (اوکراینی: Катерина Сердюк؛ زادهٔ ۱۶ سپتامبر ۱۹۸۹) ورزشکار، و اسکی‌باز صحرانوردی اهل اوکراین است. وی همچنین از اسکی‌بازان اسکی صحرانوردی در بازی‌های المپیک زمستانی ۲۰۱۴ بوده است. 